# Pakistan Football Federation
Die Pakistan Football Federation (kurz: PFF) ist der pakistanische Fußballverband. Der Sitz der PFF befindet sich im FIFA Football House in Lahore, Punjab in der Nähe des Punjab Stadium.

## Überblick
Die PFF verwaltet alle Fußballclubs in Pakistan. Sie ist sowohl Mitglied der asiatischen Fußball-Konföderation AFC, als auch der FIFA. Die Mitgliedschaft in der PFF ist für alle Fußballmannschaften in Pakistan zwingend. Die PFF ist außerdem für die Verwaltung der Männernationalmannschaft und für die Frauennationalmannschaft verantwortlich sowie für die Organisation der Pakistan Premier League, der höchsten nationalen Spielklasse und anderen tieferen Spielklassen. Auf lokaler Ebene wird der Sport von acht Provinzföderationen verwaltet, die der PFF unterstehen.

## Geschichte
Die Pakistan Football Federation wurde am 5. Dezember 1947, nach der Unabhängigkeit von Großbritannien, gegründet. Muhammad Ali Jinnah, der Präsident Pakistans, wurde Vorsitzender, nachdem die PFF 1948 in die FIFA aufgenommen wurde. Sie organisierte die erste nationale Meisterschaft im Jahr 1948 in Karachi.
Die PFF war zudem Gründungsmitglied der 1954 gegründeten Asian Football Confederation.
Von 1950 bis 1971 gab es auch eine westpakistanische Föderation.
Fußball war aus mehreren Gründen in Pakistan sehr unbeliebt: korruptes und unfähiges Management, zu wenig Unterstützung von den Autoritäten gegenüber den Spielern und dem Sport selbst, zu wenig Medieninteresse und nicht zuletzt Cricket als Lieblingssport in Pakistan brachte den Fußball nicht über den Status einer Randsportart hinweg. Auch wegen Problemen in der Politik wurde der Verband zeitweise von der FIFA für alle Wettbewerbe gesperrt. Dies galt sowohl für die Nationalmannschaft als auch für die Vereine. Diese Gründe hinderten den Fußball auch in den letzten 2 Jahrzehnten an einer weiteren Entfaltung.

### Entwicklung ab 2000
Im August 2003 wurde ein neues Management eingeführt. Der Präsident der PFF war nun Makhdoom Syed Faisal Saleh Hayat, der den pakistanischen Fußball komplett verändern sollte. Mit Unterstützung der FIFA stellte die PFF 2004 eine komplett neue nationale Liga auf, die nun Pakistan Premier League hieß. 2005 kam ein nationaler Wettbewerb für die Frauen hinzu.
2007 wurde die Geo Super Football League gegründet. Dies sorgte dafür, dass Clubfußball erstmals im Fernsehen über GEO Super zu sehen war. Diese Liga wurde außerdem zur ersten professionellen Liga im pakistanischen Fußball.
Pakistan verbesserte die Ergebnisse sowohl im Club- als auch im internationalen Fußball. Der Aufstieg Pakistans sorgte dafür, dass viele Spieler ins Ausland wechselten, wie zum Beispiel Zeshan Rehman. Jedoch beklagen Kritiker, dass noch mehr Anstrengungen und Aufrichtigkeit seitens der Offiziellen erforderlich ist, um die Weiterentwicklung des Fußballs voranzutreiben. Wegen bürokratischer Ineffizienz und wenig engagierten Politikern entwickelt sich der Fußball nicht weiter oder wächst in keinem höheren Maße. Aufgrund der Einflussnahme Dritter wurde der PFF im Oktober 2017 von der FIFA suspendiert. Im März 2018 wurde die Suspendierung wieder aufgehoben. Weitere temporäre Suspendierungen erfolgten unter anderem 2021 und 2025.

## Profiliga
Pakistans überregionales Ligasystem hat drei Ligen. Die höchste Spielklasse heißt Pakistan Premier League, die zweithöchste Pakistan Football Federation League und die dritte Spielklasse National Club Championship. Unter diesen Ligen befinden sich regionale Ligen. Es gibt auch einen nationalen Pokal, der National Football Challenge Cup, der bisweilen aber eher spärlich besetzt ist.

## Wettbewerbe
Die PFF unterhält verschiedene Wettbewerbe:
- Pakistan Premier League
- Pakistan Football Federation League
- Pakistan National Football Challenge Cup
- Geo Super Football League